# 迷吾
迷吾（1世纪？—87年），烧当羌豪滇吾的儿子。
永平二年（59年），随父降汉，迁居塞内，与汉朝关系相对安宁。建初二年（77年）夏，安夷县的官吏强抢羌人妇女为妻，被那个妇女的丈夫所杀。安夷县长宗延追捕凶手，直至塞外。该部落的羌人害怕受罚，就一起杀掉宗延，联合勒姐、吾良两个部落叛变。于是，迷吾便率各部一同造反，想要叛汉出塞，被金城郡太守郝崇追击，战于荔谷，击败汉军，斩杀二千余人。诸种及属国卢水胡纷起响应。汉章帝命武威郡太守傅育为护羌校尉。迷吾联合封养种羌酋长布桥率领的部落共五万余人，进攻陇西郡、汉阳郡（今甘肃甘谷县南）。八月，汉章帝派行车骑将军马防和长水校尉耿恭率领北军的越骑、屯骑、步兵、长水、射声等五校兵以及各郡的弓弩手，共三万人，讨伐羌人。马防等人的部队在冀县时，大败羌人，斩俘四千余人，于是临洮解围。迷吾逃走。元和三年（86年），他和弟弟号吾侵扰陇西，号吾被生擒。陇西太守张纡将号吾放走，号吾将自己的属军解散，迷吾退居到黄河以北的归义城。护羌校尉傅育想挑拨羌人与胡人互相争斗。羌人与胡人知道傅育的企图，于是反叛出塞，依附迷吾。章和元年（87年）三月，傅育派遣汉阳、金城三千精锐骑兵追击，在三兜谷中伏兵，迷吾并夜袭汉营，傅育及其部下将士八百八十人阵亡，他与诸种步骑七千人入金城塞。章帝命陇西太守张纡为护羌校尉，派司马防在木乘谷打败羌兵，迷吾表示投降，张纡接受。张纡在临羌接待迷吾，宴会上，张纡下毒酒毒死迷吾，伏兵杀死羌酋八百余人。迷吾子迷唐继立，实力更加强盛。